# Besztercebánya
Besztercebánya (szlovákul: Banská Bystrica kiejtéseⓘ, németül: Neusohl, latinul: Neosolium) város Szlovákiában, a Besztercebányai kerület és járás székhelye. A Besztercebányai egyházmegye püspöki székvárosa. Besztercebányán és a környékén játszódik Mikszáth Kálmán Szent Péter esernyője című regénye.

## Fekvése
Az egykori bányászváros ma Közép-Szlovákia központja, a Garam első nagy kanyarulatában fekszik.

## Nevének eredete
A Beszterce-patakról kapta nevét, amelynek garami torkolatánál épült. A patak neve pedig a szláv „bystrica” (= gyors folyású patak) víznévből eredeztethető. Nevének utótagja ércbányáival kapcsolatos.

## Története
Már a kvád törzsek is bányásztak itt ércet a hegyekben, a honfoglalás után kis bányatelepe a zólyomi vár tartozéka volt. A várost németek alapították a 12. században[forrás?]. 1255-ben említik először „Byzterchebana” néven, amikor IV. Béla városi rangra emelte és a tatárjárásban elpusztított települést türingiai szászokkal telepítette be.

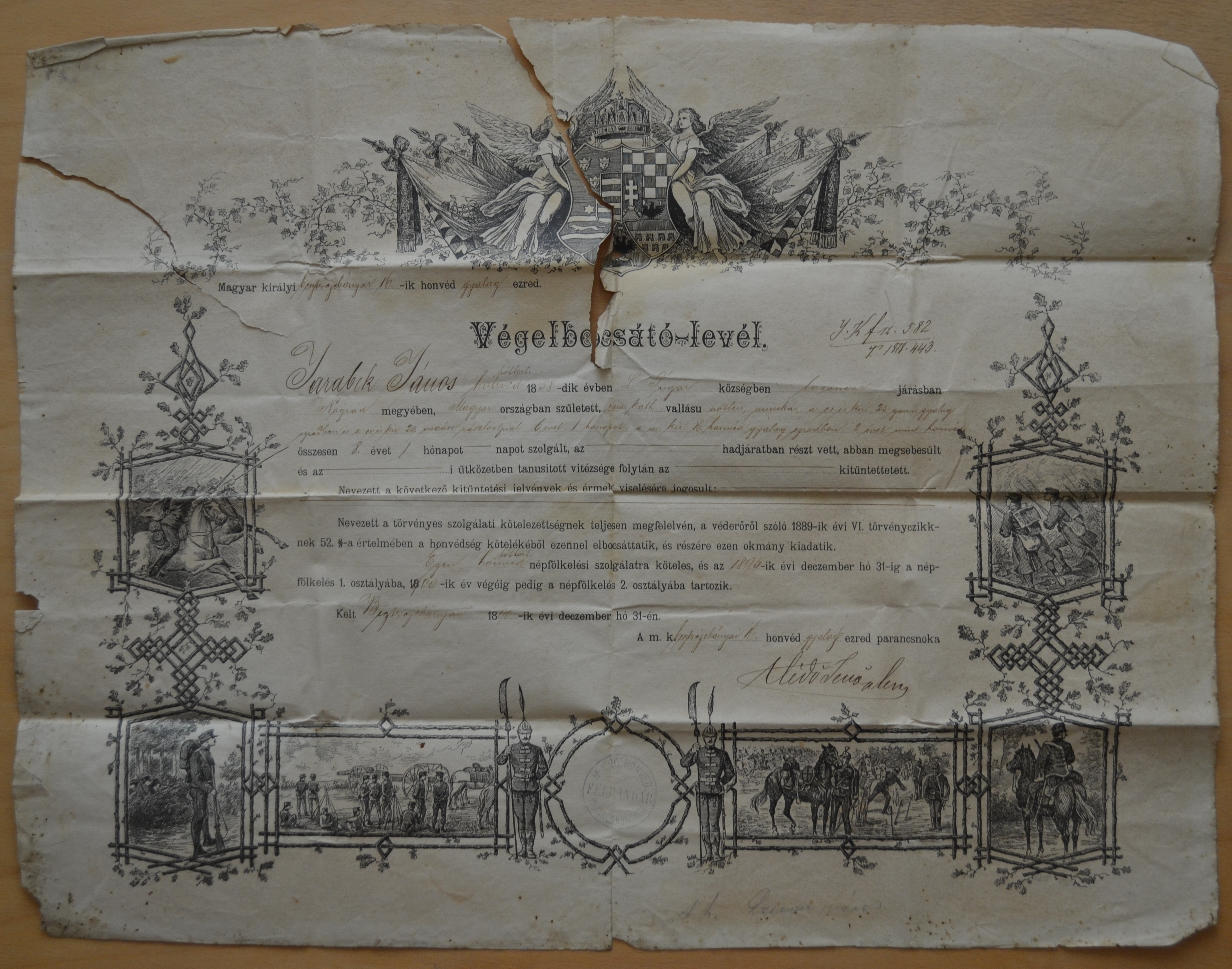
Végelbocsátó-levél 1890, magyar királyi besztercebányai 16. honvéd gyalogezred

A legjelentősebb bányavárosok egyike. Első erődítményei a gótikus plébániatemplom körül épültek a 14. században, a városfalakat a 15. században emelték, majd a 16. században megerősítették. 1620-ban Bethlen Gábor is országgyűlést tartott itt, amely őt királlyá választotta. 1678-ban és 1680-ban Thököly Imre serege, 1703 őszén Rákóczi kurucai foglalták el. A szabadságharc idején fontos hadiipari központ, csak 1708. október 25-én foglalták vissza a császáriak. Erődítményeit ezután fokozatosan lebontották, csupán a Mészáros-bástya és a várostorony maradt meg belőle. 1761-ben nagy tűzvész tette tönkre a várost és védműveit. Püspökségét Mária Terézia alapította.
A 18. század végén Vályi András így ír róla (részletek): „BESZTERCZE BÁNYA. Novisolium, Neosolium, Neusohl, Banszka Bisztrice. Elegyes lakosú szabad Királyi Bánya Város, Zólyom Vármegyében, lakosai leg inkább katolikusok, és evangelikusok, fekszik Körmötz Bányához három, Selymetzhez pedig négy mértföldnyire, egy kies völgységben, Garam hegye alatt; ’s vidékje Garam, és Besztertze vizek által nedvesíttetik. [...] A’ Város jelesen építtetett, ’s Tollius azt írja felőle, hogy a’ Város közepén lévő piatzon, ’s üress helyen elférne Körmötz Bánya. Bővebb leírását lásd Bél Mátyásnál in notitia Hungariae novae. A’ Városnak négy kapui vagynak, ’s belső épűletei többnyire két emeletre, szép rendel intéztettek. A’ Püspöki Szentegyház előtt ékesíti a’ hoszszas üress helyet a’ Város közepén B. Szűz MÁRIÁNAK képe. A’ Várost pedig a’ Tornyok, és templomok, a’ Vár, és a’ Püspöki kastély, a’ Királyi Kamara ház, a’ Vármegye háza, Városháza, ’s több Uraságoknak, és lakosoknak házaik. [...]”
1849-ben 2 ünnepi ágyúját, melyet a nagy tűzvészt követően Preisz Sámuel öntött, Komáromba szállították.
Fényes Elek 1851-ben kiadott geográfiai szótárában így ír a településről (részletek): „Beszterczebánya (Neosolium, Neusohl, Banszka Bystricza), Zólyom vmgyében fekszik egy völgyben magas hegyektől körülvetetve, a Garan és Bisztra viz összefolyásánál, Körmöcztől 3, Selmeczhez 4, Pesthez 18, Kassához 26 mfd. távolságra. Mikor kezdették épitni, bizontalan, de IV. Béla alatt 1255-ben már királyi várossá lett. [...] Beszterczebánya jelenleg egy a magyarországi legszebb városok közül: mert nem csak környéke felette gyönyörü, a szüntelen egymást felváltó hegyek, völgyek, vizek, patakok, erdők, rétek, elszórt kastélyok, s hámorok, helységek, gyümölcsösök miatt: hanem a város maga is több szép épületekkel dicsekedhetvén, minden utazót kellemesen lepi meg. Nevezetesebb épületei: 1) A régi vár, mellyben van a kath. két paroch. szentegyház. 2) A káptalan székes egyháza. 3) és 4) Az evangelikusok szép izléssel épült templomai. 5) A nagy kiterjedésü püspöki kastély. 6) A kanonok urak lakháza, melly hajdan jesuiták Collegiuma volt. 7) Az igen pompás vármegyeháza. – 8) A városháza. 9) A bányász kamarai épület, roppant udvarral. 10) A polgári kórház s számos csinos privát épületek. Összesen 478 ház számláltatik, s ezekből 249 a belsővárosban, 229 pedig az öt külvárosban van. A belső városi piaczon fekvő házak circularisoknak (Ringhäuser), neveztetnek, s szabad pálinkafőzési s borkimérési joggal birnak. Nagy kényelmére szolgál a városnak azon csatorna, mellynek segedelmével egy órányi távolságról friss, egészséges forrásvizet kaphat; sőt illyen forrásokat a város melletti kertekben is találni, mellyek közül egynehány valóságos ásványos savanyu viz, s mind italra, mind fördésre használtatik. [...]”
A 16. Besztercebányai Honvéd Gyalogezred előbb a galíciai frontra került, ahol parancsnokuk Hill Ferenc ezredes, már 1914 nyarának végén elesett. Trianonig Zólyom vármegye, valamint a Besztercebányai járás székhelye volt.
1928 decemberében angol, német és magyar nyelvű YMCA-könyvtár nyílt a városban. 1944. augusztus 29-én itt tört ki a szlovák nemzeti felkelés. A közeli, felgyújtott Kallós falu lakosságát a városba telepítették.

## Városrészek
- Óváros (Staré Mesto)
- Szénégető (Uhlisko)
- Prednádražie
- Illésfalva (Iliaš)
- Foncsorda (Fončorda)
- Garamkirályfalva (Kráľová)
- Garamsálfalva (Šalková)
- Keremcse (Kremnička)
- Kisélesd (Kostiviarska)
- Majorfalva (Majer)
- Olmányfalva (Uľanka)
- Pallós (Podlavice)
- Radvány (Radvaň)
- Rakolc (Rakytovce)
- Rudló (Rudlová)
- Szakbény (Skubín)
- Szentjakabfalva (Jakub)
- Szénás (Senica)
- Zólyomszászfalu (Sásová)

## Népessége
| Év:            | 1994.  | 2004.   | 2014.   | 2024.   |
| -------------- | ------ | ------- | ------- | ------- |
| Emberek száma: | 84 741 | 81 704  | 79 027  | 73 533  |
| Eltérés:       |        | -3,58 % | -3,27 % | -6,95 % |

| Év:            | 2023.  | 2024.   |
| -------------- | ------ | ------- |
| Emberek száma: | 74 065 | 73 533  |
| Eltérés:       |        | -0,71 % |

1880-ban 7159 lakosából 4342 szlovák és 1165 magyar anyanyelvű volt.
1890-ben 7485-en lakták, ebből 4229 szlovák és 1799 magyar anyanyelvű.
1900-ban 9264 lakosából 4852 szlovák és 3132 magyar anyanyelvű volt.
1910-ben 10 766-an lakták: 4388 szlovák és 5261 magyar anyanyelvű.
1921-ben 10 587-en lakták ebből 8222 csehszlovák és 870 magyar.
1930-ban 11 347 lakosából 9520 csehszlovák és 434 magyar volt.
1970-ben 45 736 lakosából 239 magyar és 44 248 szlovák volt.
1980-ban 66 412 lakosából 387 magyar és 64 111 szlovák volt.
1991-ben 85 030-an lakták, ebből 590 magyar és 81 770 szlovák.
2001-ben 83 056-an lakták: 446 magyar és 78 690 szlovák.
2011-ben 80 003 lakosából 300 magyar és 67 062 szlovák volt.
2021-ben 76018 lakosából 69996 (+324) szlovák, 606 cseh, 269 (+129) magyar (0,35%), 125 (+216) cigány, 104 orosz, 92 ukrán, 55 lengyel, 45 német, 37 (+87) ruszin, 31 vietnami, 23 morva, 22 kínai, 20 román, 16 bolgár, 16 olasz, 15 görög, 13 albán, 12 szerb, 12 zsidó, 9 horvát, 9 török, 8 angol, 7 osztrák, 6 francia, 4 iráni, 3 ír, 2 sziléziai, 1 koreai, 1 kanadai, 143 egyéb és 4316 ismeretlen nemzetiségű.
| Besztercebánya lakosságának nemzetiségi megoszlása | Besztercebánya lakosságának nemzetiségi megoszlása | Besztercebánya lakosságának nemzetiségi megoszlása |
| -------------------------------------------------- | -------------------------------------------------- | -------------------------------------------------- |
| szlovák                                            |                                                    | 4388 fő (41%)                                      |
| magyar                                             |                                                    | 5261 fő (49%)                                      |
| roma                                               |                                                    | 20 fő (0%)                                         |
| ruszin                                             |                                                    | 94 fő (1%)                                         |
| német                                              |                                                    | 879 fő (8%)                                        |
| horvát                                             |                                                    | 6 fő (0%)                                          |
| szerb                                              |                                                    | 7 fő (0%)                                          |
| egyéb                                              |                                                    | 121 fő (1%)                                        |
| *1910. évi népszámlálási adatok                    |                                                    |                                                    |

| Besztercebánya lakosságának nemzetiségi megoszlása | Besztercebánya lakosságának nemzetiségi megoszlása | Besztercebánya lakosságának nemzetiségi megoszlása |
| -------------------------------------------------- | -------------------------------------------------- | -------------------------------------------------- |
| szlovák                                            |                                                    | 78 690 fő (95%)                                    |
| magyar                                             |                                                    | 446 fő (1%)                                        |
| roma                                               |                                                    | 452 fő (1%)                                        |
| cseh                                               |                                                    | 1154 fő (1%)                                       |
| morva                                              |                                                    | 70 fő (0%)                                         |
| ruszin                                             |                                                    | 37 fő (0%)                                         |
| ukrán                                              |                                                    | 44 fő (0%)                                         |
| német                                              |                                                    | 53 fő (0%)                                         |
| lengyel                                            |                                                    | 42 fő (0%)                                         |
| szerb                                              |                                                    | 21 fő (0%)                                         |
| orosz                                              |                                                    | 68 fő (0%)                                         |
| bolgár                                             |                                                    | 21 fő (0%)                                         |
| zsidó                                              |                                                    | 1 fő (0%)                                          |
| egyéb                                              |                                                    | 105 fő (0%)                                        |
| nem kiderített                                     |                                                    | 1833 fő (2%)                                       |
| *2001. évi népszámlálási adatok                    |                                                    |                                                    |

| Besztercebánya lakosságának nemzetiségi megoszlása | Besztercebánya lakosságának nemzetiségi megoszlása | Besztercebánya lakosságának nemzetiségi megoszlása |
| -------------------------------------------------- | -------------------------------------------------- | -------------------------------------------------- |
| szlovák                                            |                                                    | 67 062 fő (84%)                                    |
| magyar                                             |                                                    | 300 fő (0%)                                        |
| roma                                               |                                                    | 445 fő (1%)                                        |
| cseh                                               |                                                    | 671 fő (1%)                                        |
| morva                                              |                                                    | 83 fő (0%)                                         |
| ruszin                                             |                                                    | 42 fő (0%)                                         |
| ukrán                                              |                                                    | 36 fő (0%)                                         |
| német                                              |                                                    | 61 fő (0%)                                         |
| lengyel                                            |                                                    | 44 fő (0%)                                         |
| szerb                                              |                                                    | 16 fő (0%)                                         |
| orosz                                              |                                                    | 73 fő (0%)                                         |
| bolgár                                             |                                                    | 13 fő (0%)                                         |
| zsidó                                              |                                                    | 11 fő (0%)                                         |
| egyéb                                              |                                                    | 148 fő (0%)                                        |
| nem kiderített                                     |                                                    | 10 975 fő (14%)                                    |
| *2011. évi népszámlálási adatok                    |                                                    |                                                    |

## Nevezetességei

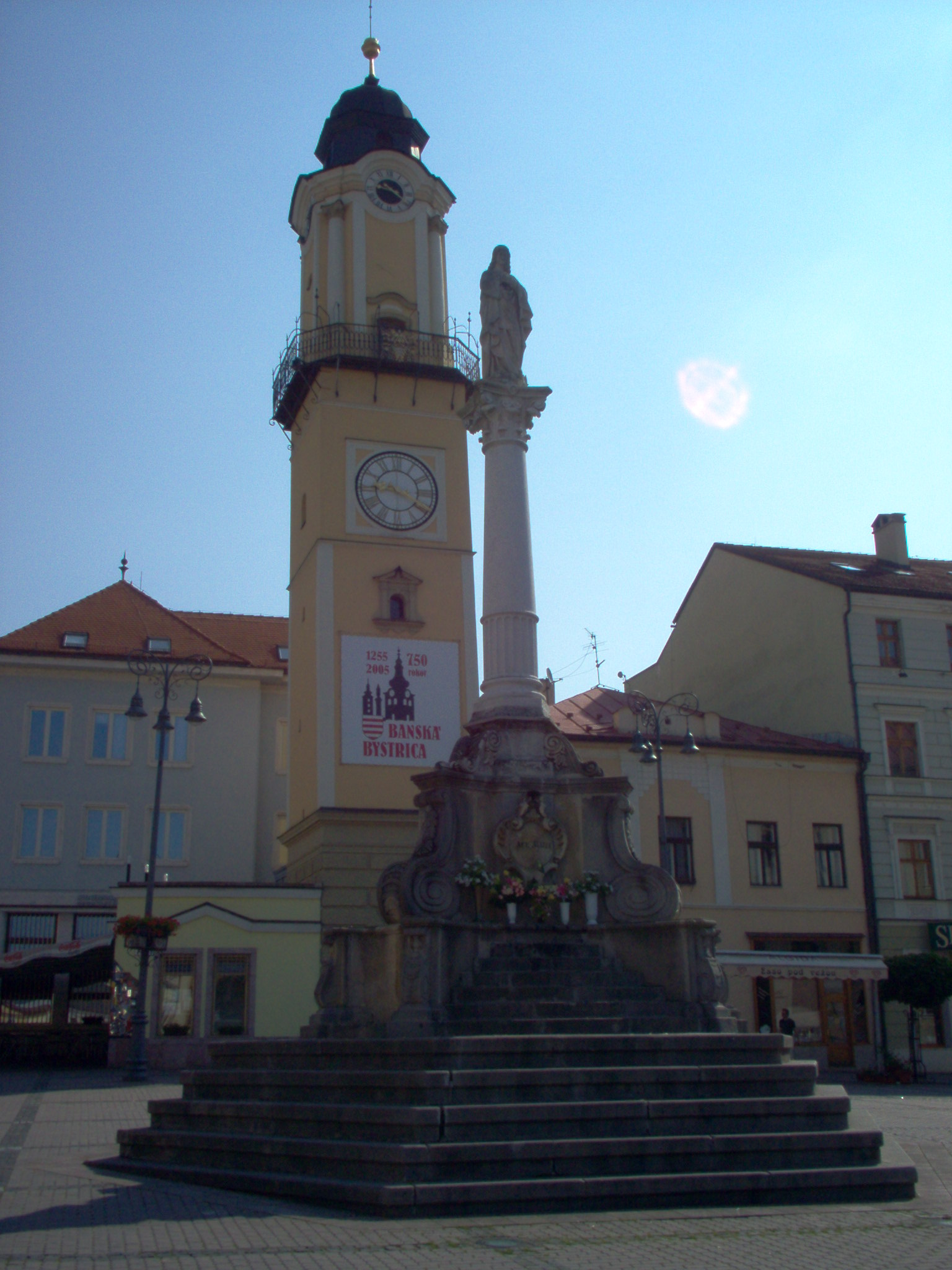
Az óratorony

- Várnegyed. Várát, megerősített falait a 13. század második felében kezdték építeni.
- Szűz Mária Mennybemenetelének tiszteletére szentelt plébániatemploma. Korábban német templomként volt ismeretes. A várnegyed részeként épített, eredetileg román stílusú templom alapjait a 13. század második felében rakták le. Az évszázadok folyamán többször átépítették, bővítették. Az északi fekvésű, 1478-ban kialakított Szent Borbála-kápolna gótikus oltárát a bányászok védőszentje, valamint Lőcsei Pál mester táblaképei díszítik. Déli fekvésű Szent András és Keresztelő Szent János tiszteletére szentelt kápolnái szintén az 1470-es évek bővítéseinek eredményei. Ezen kápolnák Mária Magdolnát ábrázoló triptichonja és a bronzból készült keresztelőmedence még a kápolnaépítés korából származnak. Mindezen alkotásokat megóvták az 1761-es nagy tűzvész pusztításától, azonban a templombelső jelentős része megsemmisült, tetőszerkezete beomlott, a Lőcsei Pál mester által faragott főoltára is a lángok martalékává vált. A tűzvészt követően barokk stílusban építették át. Főoltárának Szűz Mária Mennybemenetelét és a Szentháromságot ábrázoló festményei Johann Lucas Kracker alkotásai.
- Városháza.
- Szent Erzsébet templom.
- Szent Kereszt templom. A szlovák templomként ismeretes templom az 1406-ban épített Szent Mihály-kápolna bővítése által keletkezett 1561-ben. Mai arculatát az 1761-es nagy tűzvészt követő átépítések folyamán nyerte el. Főoltárának domborművei Szűz Máriát és Mária Magdolnát ábrázolják. Reneszánsz keresztelője 1652-ből származik.
- Pap-bástya és Bányász-bástya.
- Több gótikus és reneszánsz stílusú polgárháza van.
- A katolikus gimnázium kertjében kuriózumnak számító, mintegy százéves, védett bodzafa található, melynek magassága eléri a 8 métert, törzsének kerülete 165 centiméter, koronájának átmérője 10 méter körüli.

## Híres személyek
- Itt született a 17. században Ascanius (Pannonius) Mihály (Haskonius Mihály) bölcsész, orvos.
- Itt született 1740. június 19-én Demeter Ferenc Xavér jezsuita pap.
- Itt született 1774. február 3-án Roykó János író.
- Itt született 1802 januárjában Szentiványi Károly főispán, országgyűlési képviselő, a képviselőház elnöke (1856. december 20. – 1869. április 22.).
- Itt született 1809-ben Zselló Lajos evangélikus tanító, szlovák költő.
- Itt született 1812. április 1-jén br. Prónay Gábor politikus, író.
- Itt született 1818-ban Csecsetka Sámuel evangélikus egyházi író, jogi szakíró.
- Itt született 1825-ben Bodorovszky Sámuel hivatalnok, ügyész, besztercebányai városi főjegyző, szlovák nemzeti kultúrmunkás.
- Itt született 1832-ben Heinlein Adolf gimnáziumi tanár.
- Itt született 1840. december 24-én Belházy Emil erdőmérnök.
- Itt született 1844-ben Schlott Gyula besztercebányai gimnáziumi tanár, eperjesi igazgató, francia-magyar szótáríró.[10]
- Radványon született 1846-ban Petrikovich János szlovák orvos, muzeológus.
- Itt született 1851. október 18-án Cserey Adolf botanikus és entomológus.
- Itt született 1855-ben Matisz János állami főgimnáziumi tanár.
- Itt született 1856-ban Bothár Dániel filológus, gimnáziumi tanár, újságíró, filozófus.
- Itt született 1882-ben Maugsch Gyula magyar szobrászművész.
- Itt született 1889-ben Podhradszky György újságíró, muzeológus, a Slovenské noviny főszerkesztője.
- Itt született 1892-ben Sodró László ezredes.
- Itt született 1893. január 8-án Hugyecz László Ede építészmérnök.
- Itt született 1893. március 9-én Jacobi Roland négyszeres világbajnok asztaliteniszező.
- Itt született 1900-ban Ágai Dezső jogász, ügyvéd, ügyész.
- Itt született 1902-ben Göllner Miklós Munkácsy-díjas festő (1968).
- Itt született 1905. augusztus 18-án Dabasi Schweng Lóránd közgazdász, gazdaságpolitikus.
- Itt született 1905-ben Biai Föglein István festőművész.
- Itt született 1915. augusztus 20-án Szokolszky István pedagógus, pedagógiai író.
- Itt született 1958-ban Deana Horváthová szlovák színésznő, filmproducer.
- Itt született 1964-ben Ivan Korčok szlovák diplomata és politikus.
- Itt született 1987-ben Marek Hamšík profi labdarúgó.
- Itt hunyt el 1708-ban Simonides János iskolarektor, evangélikus gályarab, utazó, író.[11]
- Itt hunyt el 1882-ben Balugyánszky József pap, szentszéki ülnök.
- Itt hunyt el 1904-ben Ralovich Lajos királyi főgimnáziumi tanár.
- Itt hunyt el 1915-ben Machovich Izidor esperes, kanonok, apát.
- Itt hunyt el 1916-ban Gyárfás István Tihamér pap, tanár, művészettörténész.
- Itt hunyt el 1921. március 14-én Skuteczky Döme festő.
- Itt hunyt el 1933-ban Stollmann Andor polgári iskolai rajztanító, festőművész.
- Itt hunyt el 1933-ban Wachenhusen Antal tábornok, vadász, madármegfigyelő, preparátor.
- Itt hunyt el 1944-ben Skutetzky Sándor Magyarországon is működő szlovák építész.
- Itt hunyt el 1967-ben Flaché Gyula festő, író, publicista.
- Itt hunyt el 2009-ben Václav Hanuliak szlovák régész.
- Itt nyugszik Gwerk Ödön (1895–1956) festőművész.
- Itt szolgált Vásonyi Ferenc (1700-1740) Jézus-társasági áldozópap és tanár.
- Itt szolgált Schwendtner Mátyás (1712–1769) Jézus-társasági áldozópap és hitszónok.
- Itt szolgált Illei János (1725-1794) magyar jezsuita szerzetes, tanár, fordító, iskoladráma-író.
- Itt élt Csermely István (1862-1928) magyar fémkohómérnök, elektrokémikus, bányatanácsos
- Itt szolgált Fodor László (1855–1924) matematikus, pedagógus.
- Itt tanított 1885 és 1891 között Gerevich Emil matematikus, tanár.
- 1861−1876 közt a Királyi Katolikus Főgimnázium tanára, igazgatója volt Klamarik János pedagógus, a középiskolák közoktatási szakembere.
- Itt szolgált Scholcz Rezső (1832-1896) erdőmérnök, erdőigazgatóság-vezető, miniszteri tanácsos.
- Itt szolgált Dráguss Károly (1839–1870) színész, rendező, színigazgató, drámaíró.
- Itt szolgált Láng-Miticzky Ernő (1869–1959) magyar királyi titkos tanácsos, törvényszéki bíró, táblabírósági elnök, felsőházi tag.
- Itt szolgált Giller János (1886–1956) felvidéki magyar ügyvéd, földbirtokos, politikus, kultúraszervező, magyarországi országgyűlési képviselő.
- Itt szolgált Tartzianus Pál evangélikus lelkész.
- Itt alkot Rózsás Erzsébet (1937) képzőművész, festő, grafikus.
- Itt dolgozott Scholcz Rezső (1832-1896) erdőmérnök, erdőigazgatóság-vezető, miniszteri tanácsos.
- Itt dolgozott Modrovich Ferenc (1887-1947) erdőmérnök, egyetemi tanár.
- Itt dolgozott Štefan Rakovský (1904-1996) pedagógus, muzeológus.
- Itt dolgozott Marián Hronský (1940-2012) szlovák történész.
- Itt tanult Mojsisovics György (1799-1861) orvos és sebészorvos.
- Itt tanult Ernyei Lajos (1854-1936) katolikus plébános.
- Itt tanult Loczka József (1855-1912) magyar ásványkémikus (mineralógus), a Magyar Nemzeti Múzeum ásványtárának igazgató őre.
- Itt tanult Biringer Ferenc (1859–1931) orvos, publicista.
- Itt tanult Göllner Kornél (1867-1933) gyógyszerész-vegyész, üzemvezető, a Drogista Szakiskola tanára.
- Itt tanult Jozef Gregor-Tajovský (1874-1940) szlovák realista költő, író, újságíró, tanár, hivatalnok, politikus.
- Itt tanult Geszti József (1878-1945) orvos.
- Itt tanult Nécsey László (1878-1909) a Szépművészeti Múzeum asszisztense, művészettörténész.
- Itt tanult Biedermann János (1887-1967) belgyógyász, egyetemi docens.
- Itt tanult Göllner Erzsébet (1905-1944) szlovák irodalomtörténész, hungarológus, műfordító.
- Itt tanult Egyed Béla (1911-1990) orvos, sebész, egyetemi tanár.
- Itt tanult Daniel Zmeko (1967) szlovák tábornok, 2018-tól a Szlovák Fegyveres Erők vezérkari főnöke.
- 1881–1882-ben itt járt polgári iskolába Božena Slančíková-Timrava szlovák írónő.

Lásd még: Radvány

## Egészségügy
- 1100 ágyas kórházát 1981-ben adták át.

## Nemzetközi kapcsolatok
A városban található Magyarország Pozsonyi Nagykövetségének Besztercebányai Alkonzulátusa.

### Testvérvárosai
- Salgótarján, Magyarország
- Dabas, Magyarország

## Képek

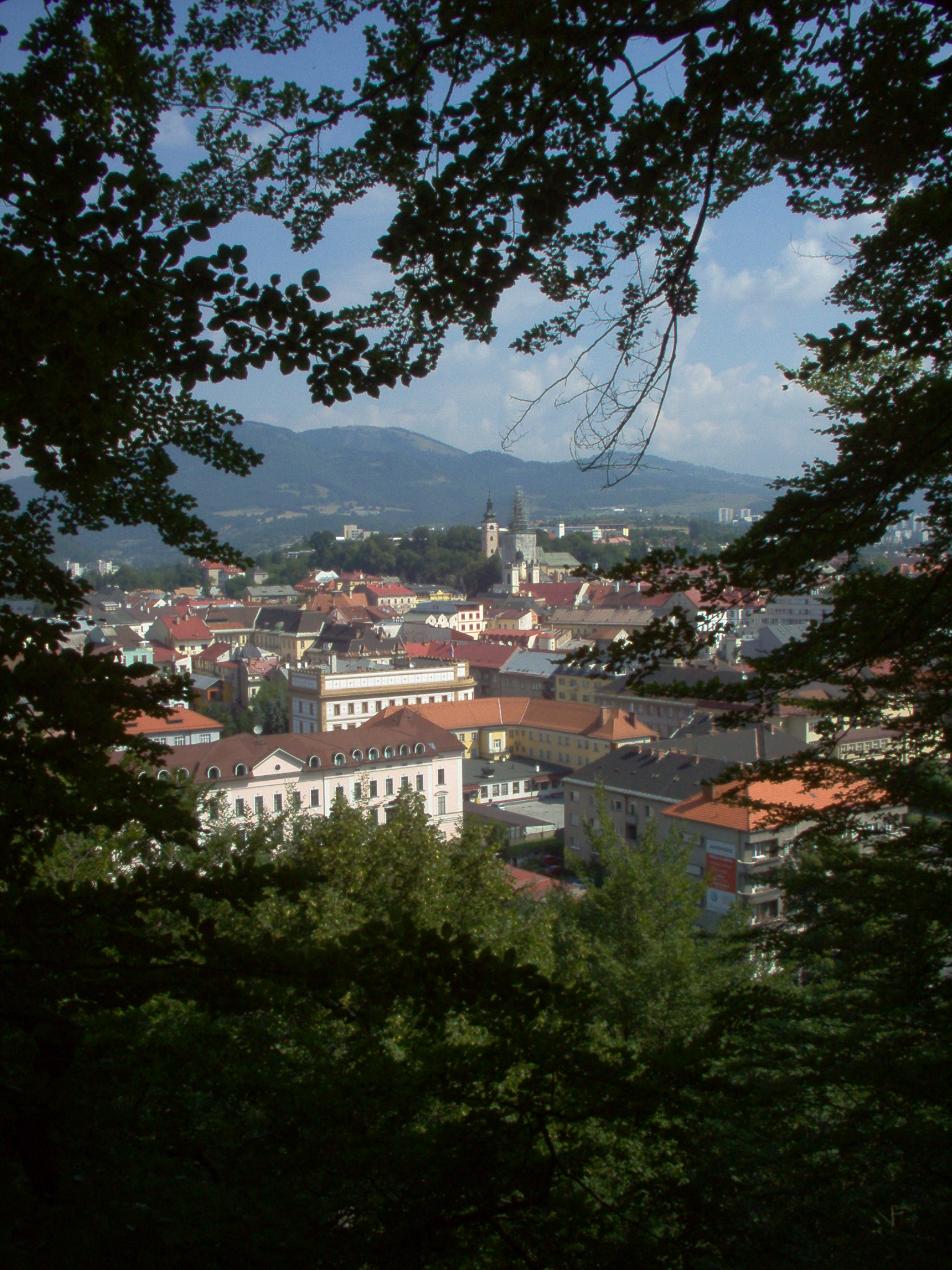
A város látképe
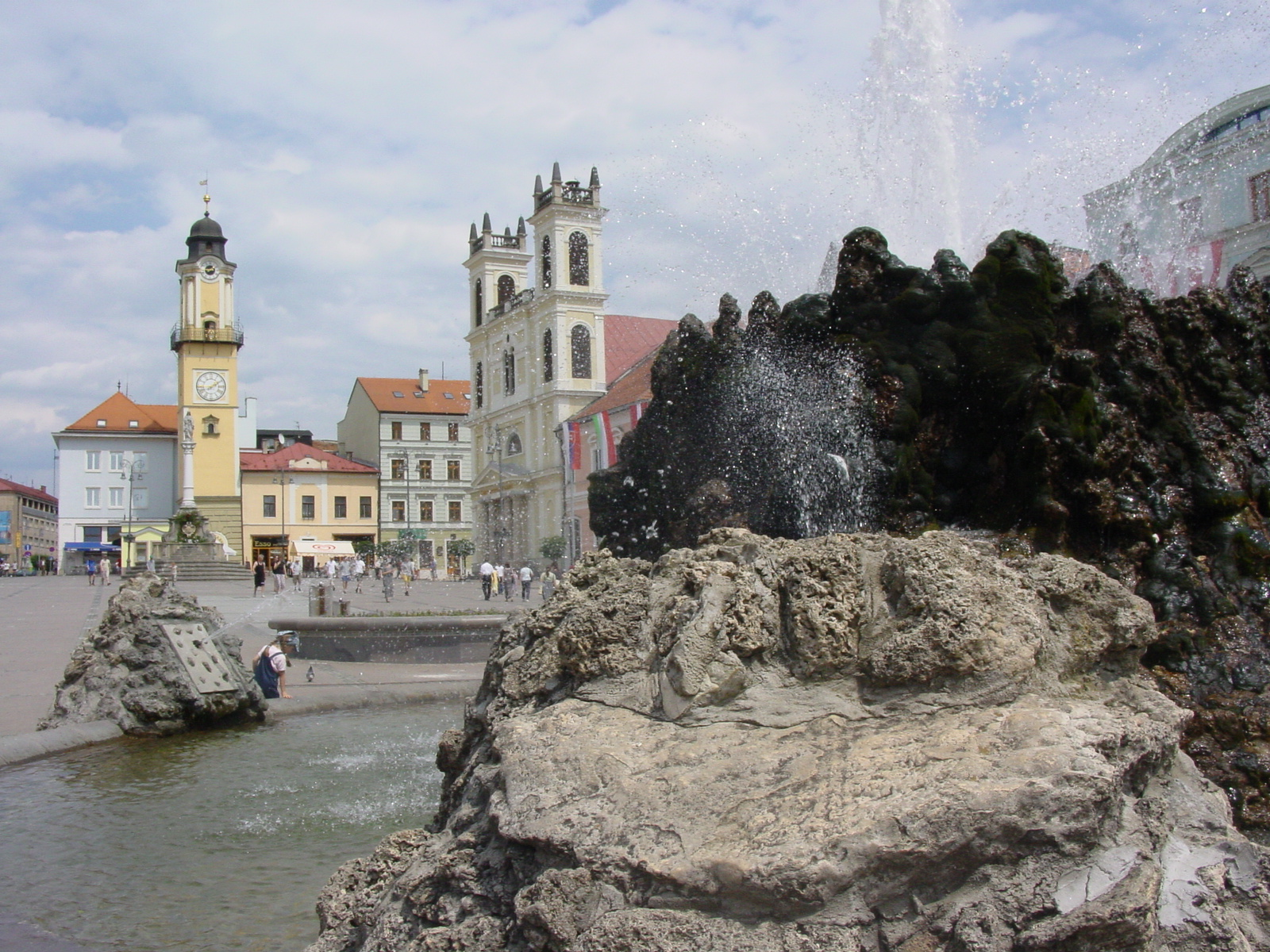
A város főtere
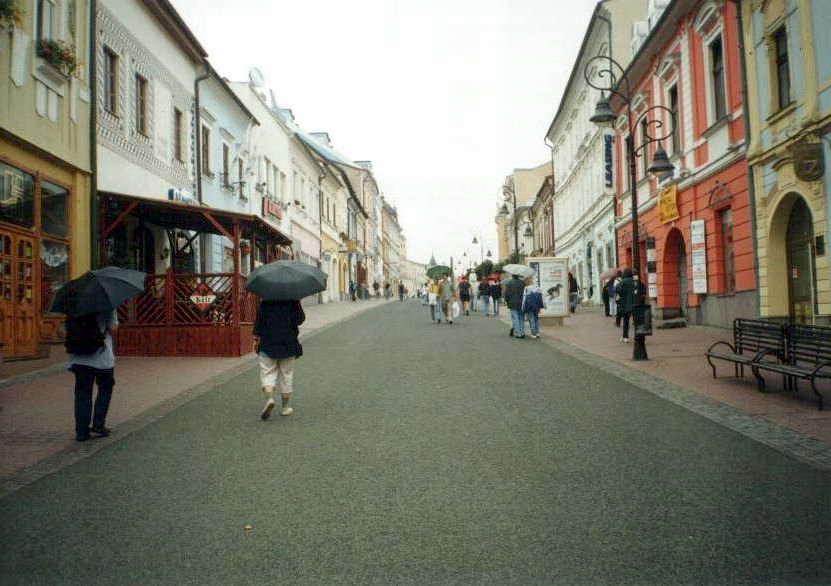
A belváros
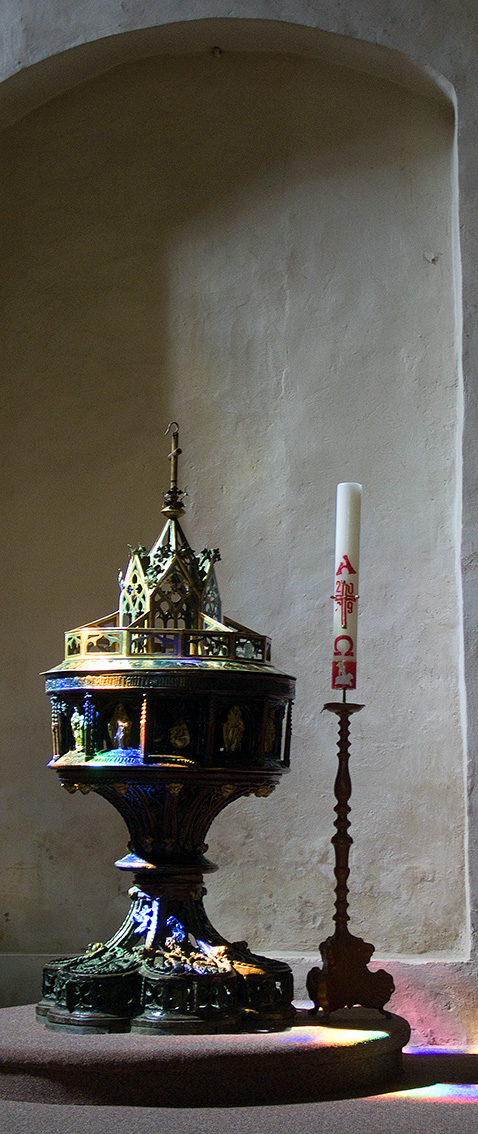
A gótikus plébániatemplom keresztelőmedencéje. Bal oldalról a rózsaablak színes fénye világítja meg.
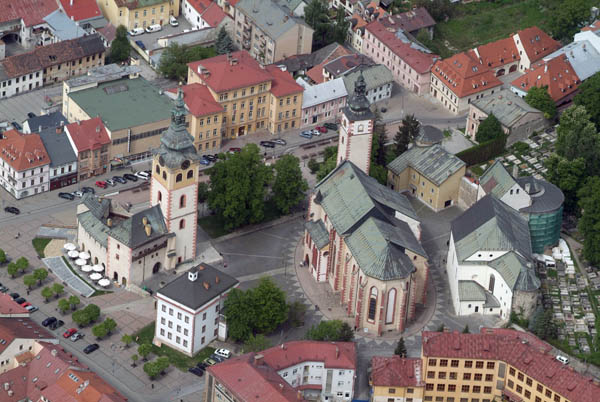
Légi felvétel 1
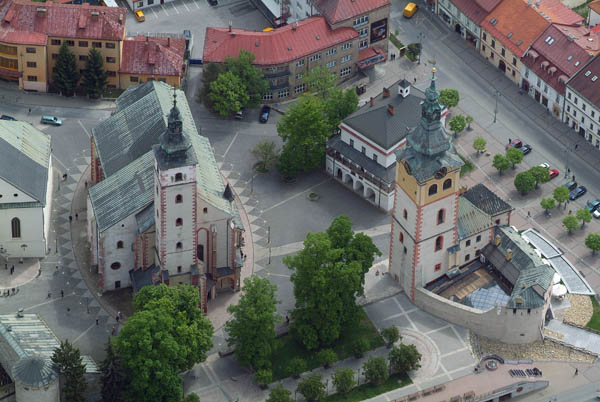
Légi felvétel 2
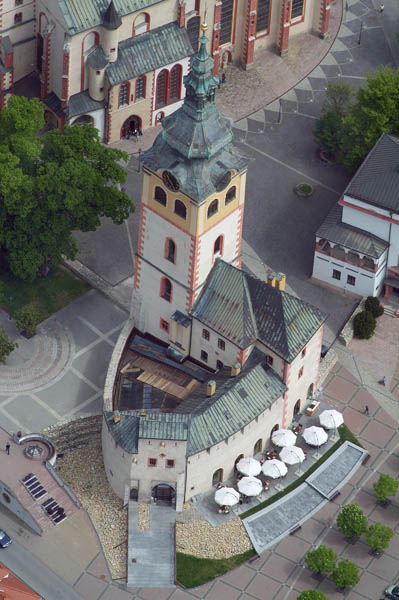
Légi felvétel 3
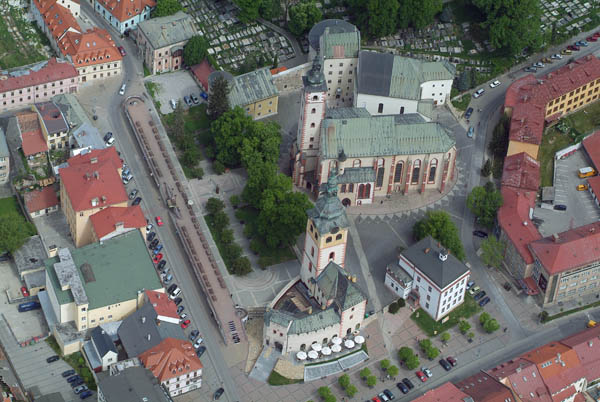
Légi felvétel 4